# سیارک دوگانه

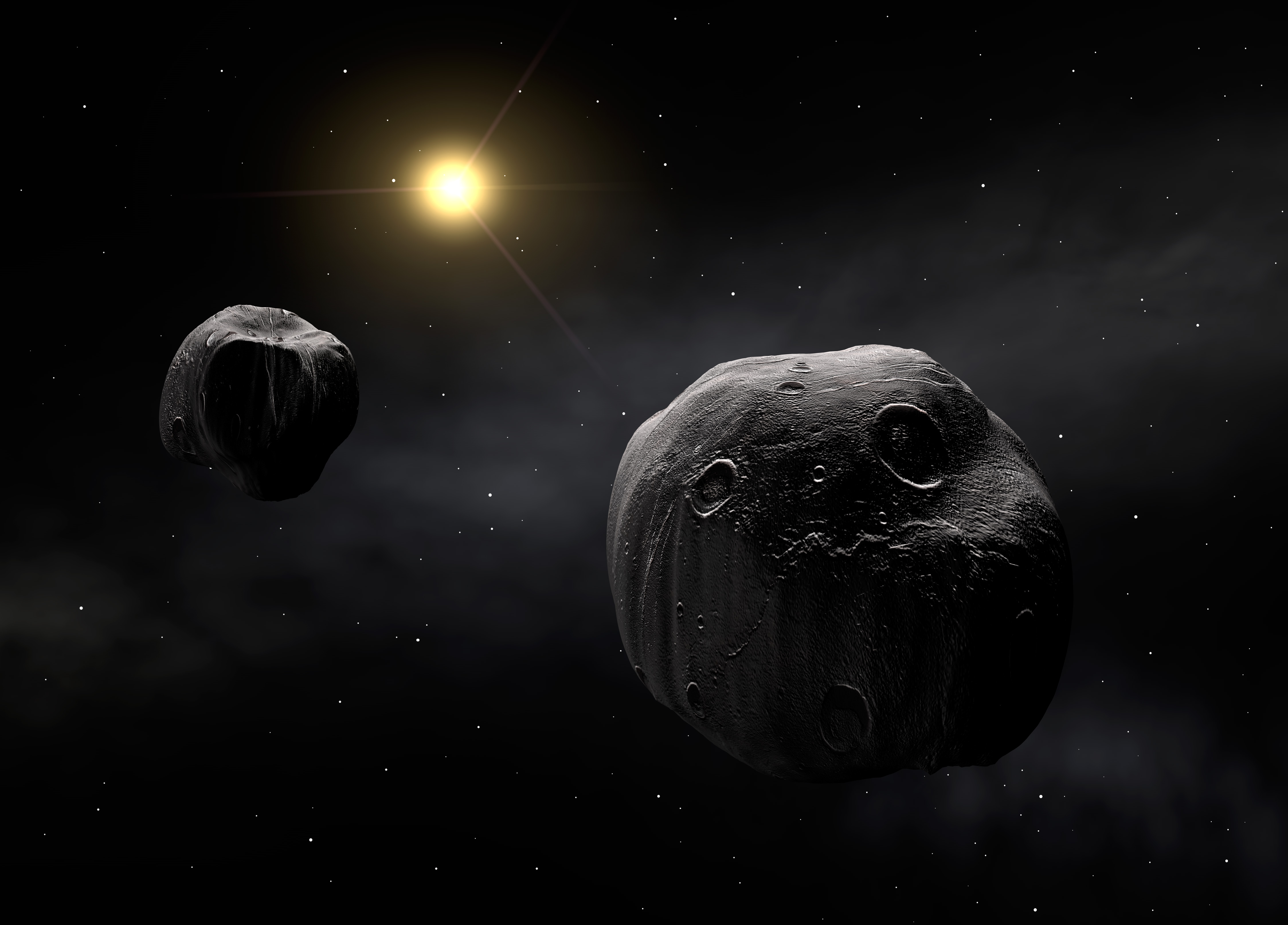
آنتیوپ ۹۰

سیارک دوتایی یا سیارک مزدوج (به انگلیسی: Binary asteroid) یک سامانهٔ دو سیارکی است که هر دو سیارک در مدار مرکز سنگینی سراسری مشترکشان قرار گرفته‌اند. نخستین سیارک دوتایی شناخته شده ایدا ۲۴۳ است که در سال ۱۹۹۳ هنگامی که فضاپیمای گالیله از کنار آن گذشت شناسایی شد. ایدا ۲۴۳ خود در سال ۱۸۸۴ میلادی کشف شده ولی سیارک دوتایی بودنش ۱۰۹ سال بعد با کشف داکتایل۱ ایدا (۲۴۳) دانسته شد. از آن پس سیارک‌های دوتایی بسیاری شناسایی شده‌اند.
نسبت جرمی دو سیارک، در یک سامانهٔ دوتایی ویژگی مهمی است. این نسبت در بیشتر سیارک‌های دوتایی نسبت جرمی بزرگی است، یعنی یک ماهوارهٔ نسبتاً کوچک در مداری در اطراف سیارک اصلی به نسبت بزرگ‌تر قرار دارد. سامانه‌های ماهواره‌ای با یک ماهواره یا «ماه» کوچک، و سامانه‌های دوتایی کالیوپه ۲۲، یوجینیا ۴۵، سیلویا ۸۷، کمیلا بل ۱۰۷، هرمیون ۱۲۱، الکترا ۱۳۰، ایدا ۲۴۳، اما ۲۸۳، و هیونا ۳۷۹ را شامل می‌شود. برخی از سامانه‌های دوتایی یک نسبت جرمی نزدیک به ۱:۱ دارند، یعنی دو جزء جرم‌های برابر با یکدیگر دارند. نمونه‌های آنها آنتیوپ ۹۰ و هرمس ۶۹۲۳۰ هستند.